# Katedrala u Rouenu (Monet)
Katedrala u Rouenu je serija slika koju je Claude Monet naslikao 1890-ih. Monet je naslikao više od 30 pogleda na pročelje katedrale, očito odabravši ovaj motiv zbog njegovih ikonografskih asocijacija, naime zgrada sibolizira kontinuitet ljudskih institucija kao što je Crkva i neumoljivu prisutnost Božanskoga.
Najvjerojatnije je započeo svako platno tijekom svojih dvaju posjeta Rouenu početkom 1892. i početkom 1893. godine, proučavajući ovaj motiv s prozora na drugom katu zgrade s druge strane ulice nasuprot katedrali. Potom je završio cijelu seriju slika u svom ateljeu u Givernyju. Na ovim slikama Monet je nastavio svoju impresionističku potragu za zabilježavanjem svjetlosnih efekata i ozračja, no stalnim dorađivanjem u studiju nastale su slike koje su značajno više orkestrirane i raskošno izvedene od ranijih, više spontanih plein air platana.
Slika Katedrala u Rouenu: portal na suncu (desno) prikazuje vertikalnu masu fasade koja je pod utjecajem svjetlosti, za punog sunca, te tako potpuno rastvorena u titravu, refleksima i valerima bogatu mrljastu površinu. Monet je bio zaokupljen u prvom redu trenutačnošću i promjenjivošću pojava, te je mnoštvom rasutih mrlja proizvodio osjećaj titranja, kretanja i dinamike površine.
Drugi primjer istog motiva je slika Katedrala u Rouenu: portal u zoru (treća s lijeva) iz 1894. godine gdje je Monet u postizanju efekata različitih osvjetljenja koristio i postavu oblika u kadru. Tako kompozicija uključuje i dio okoliša katedrale pridonosi efektu slabe, „udaljene“ svjetlosti svitanja, za razliku od prethodne koja ispunjava cijeli kadar i pojačava dojam jake, odbljeskujuće svjetlosti punog sunca. 
Nadalje, upravo prva slika kao da tvrdi kako se ispod prevtrljivog dojma treperavog pročelja krije složena mreža dugotrajnih i sveširećih veza. Stoga, dok su se Renoir, Cassat i drugi impresionisti polako udaljavali od impresionizma, Monet se trudio smjestiti ga u trajniji i čvršći kontekst.
- Katedrala u Rouenu
1894.
d'Orsay
Pariz
- Katedrala u Rouenu u sumrak, harmonija u zlatnom i plavom
1892.-1894.
Muzej Marmottan Monet
Pariz
- Katedrala u Rouenu: Portal i toranj Saint-Romain u jutro; harmonija u bijelom
1892.-1893.
d'Orsay
Pariz
- Katedrala u Rouenu: Portal u podne; harmonija u plavom
1892.-1893.
d'Orsay
Pariz
- Katedrala u Rouenu: Portal 1
1892.-1894.
Muzej umjetnosti Pola
Hakone, Japan

## Vanjske poveznice
- Podrobna analiza Monetove serije Rouenske katedrale na theartwolf.com (engl.)
- Kratki esej na stranicama muzeja J. Paul Getty